# Jan Thomée
Johannes "Jan" Thomée, conegut també com a Het Kanon (Delft, Holanda del Sud, 4 de desembre de 1886 – Delft, 1 d'abril de 1954) va ser un futbolista neerlandès que va competir a començaments del segle xx. Jugà com a davanter i en el seu palmarès destaca una medalla de bronze en la competició de futbol dels Jocs Olímpics de Londres de 1908.
A la selecció nacional jugà un total de 16 partits. Debutà el desembre de 1907 i en aquests partits marcà 16 gols.